# Rissimina-Gletscher
Der Rissimina-Gletscher (bulgarisch ледник Рисимина lednik Rissimina) ist ein 10 km langer und 4,55 km breiter Gletscher an der Nordenskjöld-Küste des Grahamlands auf der Antarktischen Halbinsel. In den Lovech Heights fließt er von den Südosthängen des Mount Moriya in ostsüdöstlicher Richtung und mündet westlich des Pedersen-Nunataks ins Weddell-Meer.
Britische Wissenschaftler kartierten ihn 1978. Die bulgarische Kommission für Antarktische Geographische Namen benannte ihn 2012 nach der Höhle von Rissimina im Nordwesten Bulgariens.